# Pressure
«Pressure» —en español: «Presión»—  es el primer sencillo de Paramore, lanzado en 2005, perteneciente a su álbum debut All We Know Is Falling. Fue lanzada como primer sencillo del álbum, pero la canción no tuvo el éxito esperado.

## Recepción

### Comentarios de la crítica
Christiana Spens de RockFeedback dijo que la canción «es demasiado sencillo, tanto que siento que la he escuchado antes. A veces esto puede significar que es un cliché poco original, pero no es el caso, creo que es porque capta la atmósfera de un lugar en el que han estado recientemente, su ciudad natal, Tennessee». Kat Christian de Rocklouder dijo que «"Pressure" son enérgicos y rítmicos 3 minutos de emoción [...] La melodía es agradable y la querrás escuchar más de una vez por su sentimiento de optimismo y felicidad».

## Vídeo musical
El vídeo trata sobre la presión de ser adolescente. En él, aparecen dos personajes, un chico y una chica que son novios, mientras que la banda toca la canción en viejo almacén abandonado, al mismo tiempo, un manómetro de presión va llegando a su límite. Ambos odian su trabajo. El chico trabaja en un restaurante de comida rápida, pero recibe maltrato por la clientela y su jefe. La chica es una modelo que se le niega a hacer las cosas que le quiere hacer (como usar un vestido menos revelador o comer un chocolate). Finalmente él decide tomar un descanso de su trabajo e ir en busca de su novia, pero ella está ocupada en una sesión de fotos. Él decide descompensar los aspersores en el edificio, que coincide con el indicador de presión anteriormente mencionado, debido a la presión los aspersores comienzan a lanzar agua, junto con los aspersores en el almacén en donde la banda está tocando. Todos en el edificio escapan, a excepción de la niña que permanece en su silla de disfrutando del agua. Él y ella logran salir y el video termina. Fue dirigido por Shane Drake.

## Lista de canciones
| N.º | Título     | Duración |  |
| 1.  | «Pressure» | 3:05     |  |

## Posición en listas
| Estados Unidos | Hot Digital Songs | 62 |

## Otras apariciones
- Esta canción fue posteriormente reeditada y lanzada como bonus track en la edición de lujo de Riot!.[6]
- Esta canción también aparece en el videojuego The Sims 2 en su versión para PS2